# 池原季雄
池原 季雄（いけはら すえお、1919年（大正8年）12月2日 - 2000年（平成12年）2月1日）は、日本の法学者。専門は国際私法。学位は、法学博士（東京大学・論文博士・1962年）。東京大学名誉教授。日本学士院会員。国際法協会日本支部副会長、国際私法学会理事長、国際法学会理事長等を歴任。万国国際法学会正会員。江川英文門下。弟子に石黒一憲、道垣内正人など。

## 来歴・人物
論文「国際私法における裁判管轄権と当事者の国籍」における見解は、後に最高裁判所大法廷判決（1964年3月25日）によって採用された。

## 略歴
- 1919年（大正8年）12月2日：愛媛県周桑郡小松町に生まれる
- 1932年（昭和7年）4月：松山高等学校文科甲類入学
- 1940年（昭和15年）3月：松山高等学校文科甲類卒業
- 1940年（昭和15年）4月：東京帝国大学法学部法律学科入学
- 1943年（昭和18年）9月：東京帝国大学法学部法律学科卒業
- 1943年（昭和18年）10月：東京帝国大学大学院特別研究生として大学院に進学し江川英文に師事
- 1945年（昭和20年）10月：東京帝国大学法学部助手
- 1949年（昭和24年）2月：東京大学法学部助教授
- 1959年（昭和34年）4月：東京大学法学部教授
- 1962年（昭和37年）3月：東京大学より法学博士の学位を受く（学位論文「国際私法における裁判管轄権の諸問題 : 特に当事者の国籍を繞って」）
- 1974年（昭和49年）4月：東京大学法学部長
- 1980年（昭和55年）4月：東京大学停年退官
- 1980年（昭和55年）4月：上智大学法学部教授
- 1980年（昭和55年）5月：東京大学名誉教授
- 1986年（昭和61年）12月：日本学士院会員